# Comédie-Française

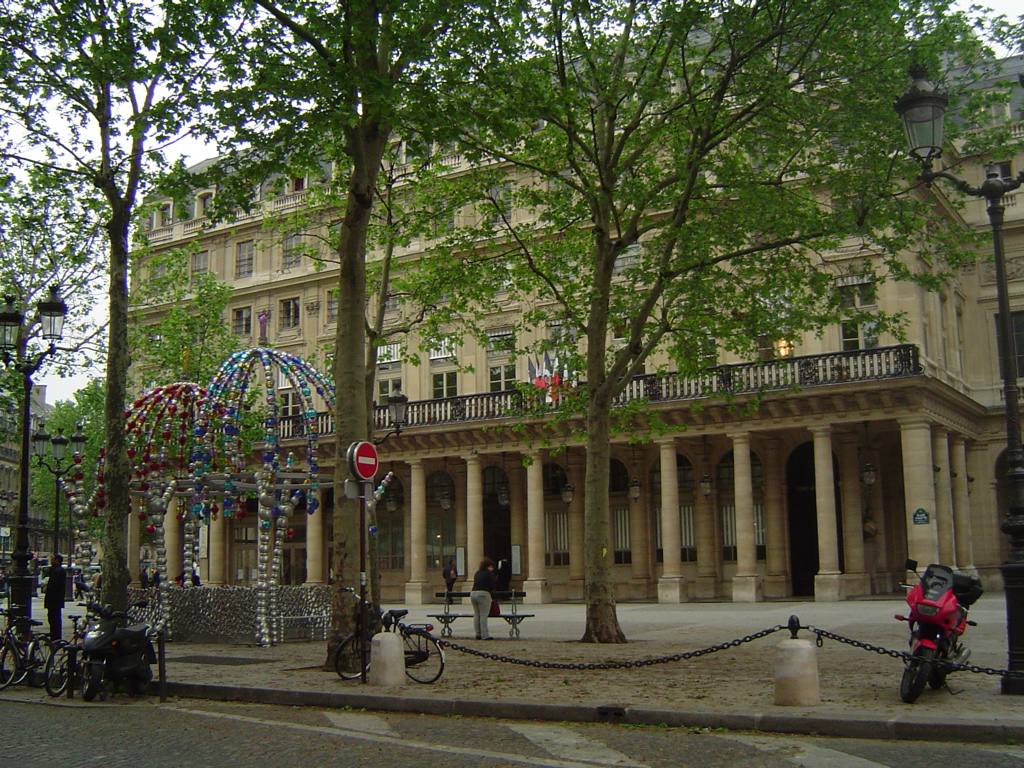
Salle Riechelieu, 2004.

Comédie-Française eller Théâtre Français är Frankrikes nationalteater, grundad 1680 på initiativ av kung Ludvig XIV. Teatern har tre scener, alla i Paris: Salle Richelieu på  rue de Richelieu nära Palais Royal, Théâtre du Vieux-Colombier och Studio-Théâtre.  

## Verksamhet
Teatern har en repertoar av såväl klassiska pjäser som moderna verk, och omfattar 3000 pjäser. Den pjäsförfattare som främst förknippas med Comédie-Française är Molière, som dock hann dö sju år innan Comédie-Française öppnades. Ändå kallas etablissemantet ibland La Maison de Molière - Molières hus. En premiäraktör vid Comédie-Française kallas societär (från franskans ord för "delägare"). Societärerna binder sig till teaterna på minst 20 år, och uppbär förutom lön andel i vinsten.

## Historik
Innan Comédie-Française grundades fanns i Paris två teatertrupper,  Hôtel Guénégauds trupp och den som tillhörde Hôtel de Bourgogne. På befallning av Ludvig XIV den 24 augusti 1680 slogs de två grupperna ihop, och bildade därmed Comédie-Française. Repertoaren bestod vid denna tid av Molières och Jean Racines samlade verk och några utvalda pjäser av Pierre Corneille, Paul Scarron och Jean Rotrou.
Comédie-Française var inhyst i Théâtre de Guénégauds lokal 1680-89, i Salle de la rue des Fossés-Saint-Germain-des-Prés 1689-1770, i Tuilerierna 1770-82, och i Théâtre de l'Odéon 1782-93. 
Under franska revolutionen splittrades Comédie-Française år 1791 i en republikansk fraktion ("Théâtre de la République") och en rojalistisk fraktion,  ("Théâtre de la Nation"), som uppträdde separat. 
Under skräckväldet stängdes Comédie-Française den 3 september 1793 på order av Comité de salut public, som i realiteten styrde Frankrike under skräckväldet, och skådespelarna sattes i fängelse. När skräckväldet föll 1794 öppnades inte Comédie-Française, och många av dess förra skådespelare blev verksamma i Théâtre Feydeau. 
Den 31 maj 1799 öppnade den nya regeringen igen och tillät skådespelarna att ombilda teatertruppen. Teatern öppnade då i Salle Richelieau, där den sedan dess varit inrymd. Lokalen genomgick en kraftig ombyggnad 1860-64. Den brann ned och byggdes upp igen år 1900. 

## Galleri

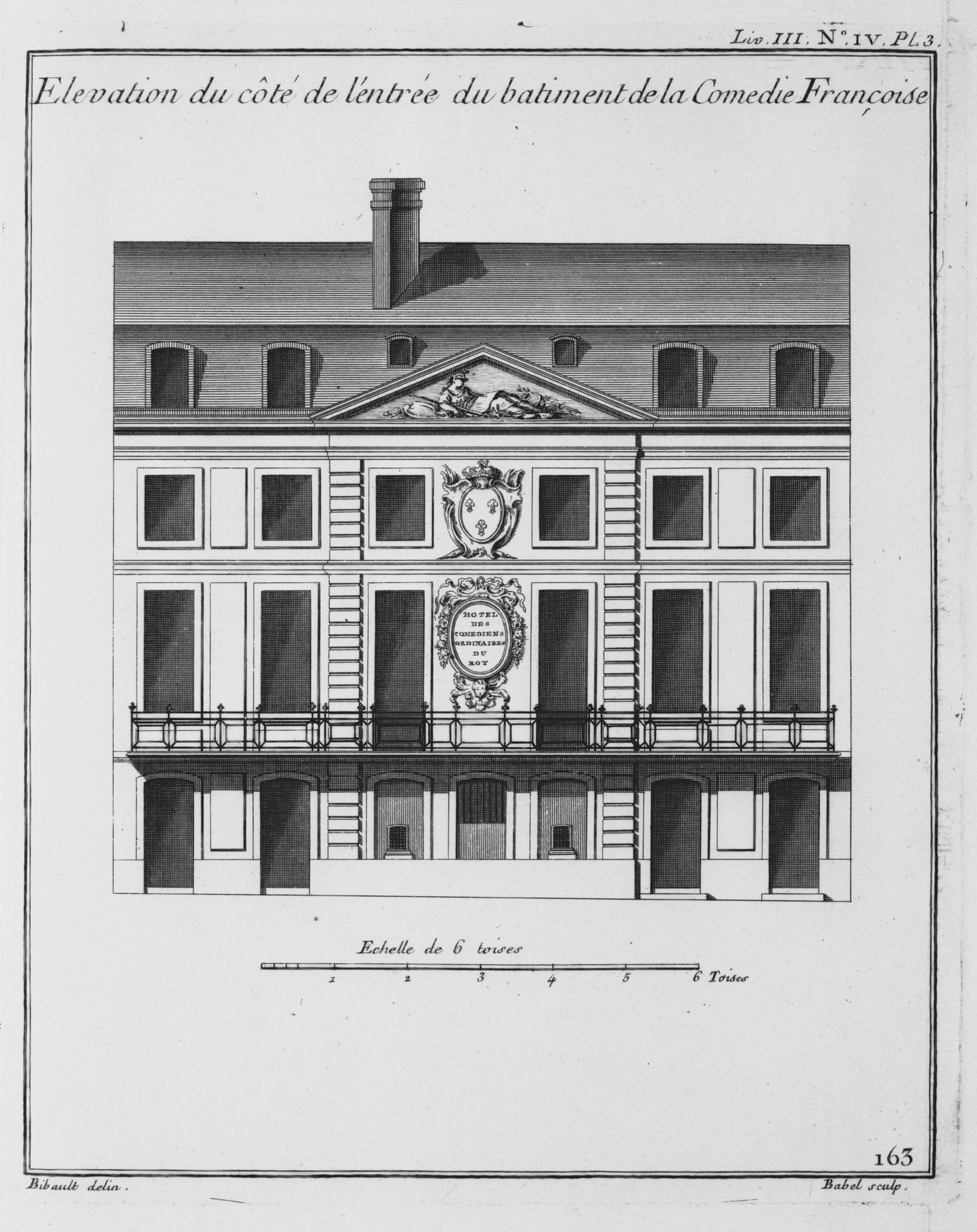
Salle de la rue des Fossés-Saint-Germain-des-Prés, teaterns lokal 1689-1770, avbildad 1752.
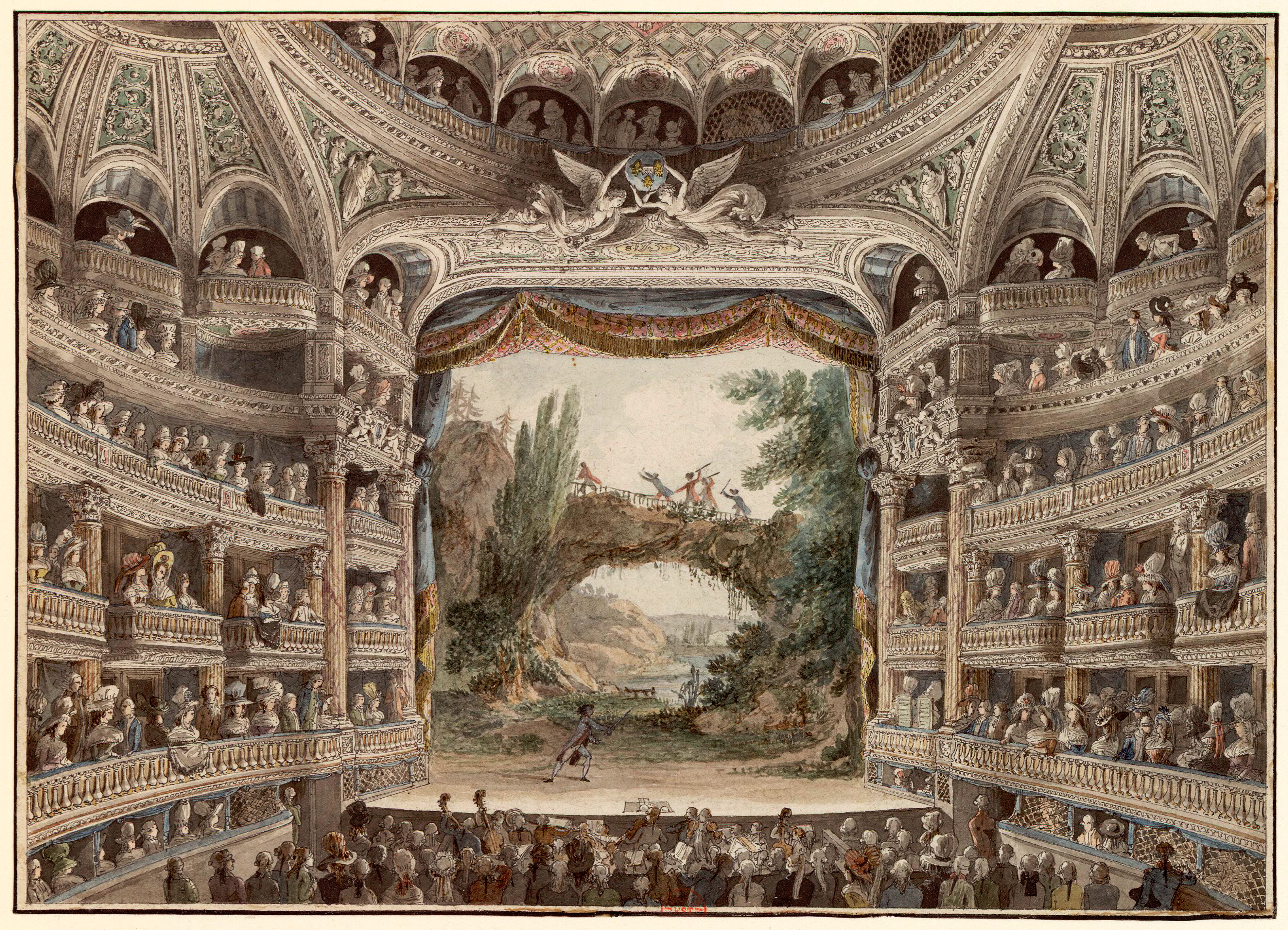
Interiören i dåvarande lokalen Théâtre de l'Odéon, 1790.
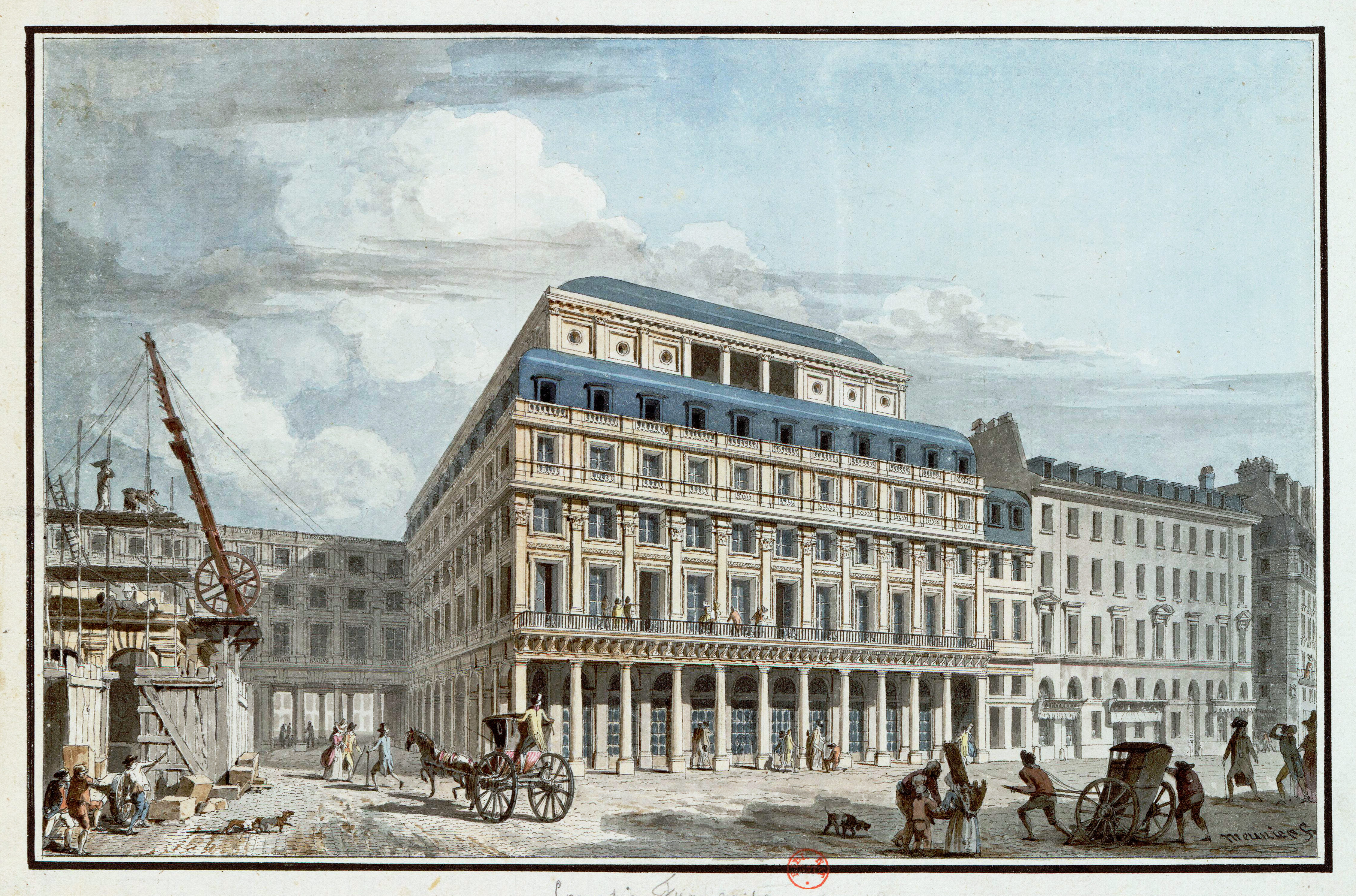
Salle Richelieu, 1790-tal.
Interiör, 1903.